# 치퍼 존스
래리 웨인 '치퍼 존스' 주니어(영어: Larry Wayne "Chipper" Jones, Jr., 1972년 4월 24일 ~ )는 미국 메이저 리그 애틀랜타 브레이브스에서 활동했던 3루수이다.

## 생애

### 메이저 리그 선수생활
고등학교 졸업후 1990년 드래프트에서 애틀랜타 브레이브스 구단에 1차로 지명되었다. 이후 마이너리그에서 실력을 닦은후 1993년 부상당한 좌익수 론 간트 대신 콜업되어 본격적인 빅리그 생활을 시작하나 싶었지만 얼마안되어 왼쪽 무릎부상이 발생하여 다음시즌을 통째로 쉬었다.
하지만 1995년부터 본격적인 출장을 시작해 타점, 출장수를 높이며 팀의 월드시리즈 우승에 공헌하지만, 아쉽게도 신인상은 LA 다저스의 노모 히데오에게 밀려 2위를 기록했다. 이후 스위치히터로 꾸준히 20홈런 이상과 3할 이상의 타격, 리그 탑클레스 수준의 3루 수비를 보이며 1999년 MVP를 차지했다.
비니 카스티아의 영입으로 치퍼는 또한번 팀을 위한 희생을 감행하며 2002년과 2003년은 3루를 떠나 좌익수로 포지션을 변경하였다. 캐리어 동안 내야수비밖에 본적이 없던 존스는 터너필드의 광활한 좌익수 수비를 보며 잦은 부상을 키워나갔다. 또한 부상에 이은 잦은 실책으로 2004년부터 다시 3루로 복귀하였다. 그러나, 2004년에 0.248라는 타율을 기록하여 선수생활에 있어서 가장 낮은 성적을 기록하게 되었다. 이듬해 2005년에는 0.296타율에 21홈런을 기록하여 타격감이 회복되었고, 2008년에는 타격 3할6푼과 출루율 4할 7푼으로 자신의 커리어 하이를 기록하지만 이듬해 2009년에는 0.264타율을 기록하여 전년에 비해 크게 부진한 모습을 보였다. 하지만 2009년 시즌 애틀랜타 브레이브스는 타선 자체가 전반적으로 지지부진했었고 시즌에 시즌을 거쳐가며 점점 타력 자체가 하향세인 와중에서도 꾸준하게 성적을 유지하며 팀의 핵심이자 중심타자 역할을 도맡아 했을 정도이니 실력은 의심할 여지가 없었다. 하지만 그의 포지션 변경 강행은 많은 그의 팬들로 하여금 안타까움을 사게하고 있으며 그의 완벽한 캐리어에 오점이 아닌 오점을 남기게 되었다.
그 외에 팀의 대형 FA 영입을 위해 자신의 연봉을 자진 삭감하고 오프시즌에는 팀 동료들과 함께 봉사활동을 하고 2008년에는 자신의 이름을로 와인 브랜드를 론칭해서 수익금 100%를 장애인 야구 지원에 쓰게하는등 많은 선행을 하고 있다.
2012년 시즌을 마지막으로 은퇴하였고, 애틀랜타에서 10번이 영구 결번되었다.

## 통산 기록
| 연 도           | 소 속           | 나 이           | 출 장 | 타 석 | 타 수 | 득 점 | 안 타 | 2 루 타 | 3 루 타 | 홈 런 | 타 점 | 도 루 | 도 실 | 볼 넷 | 삼 진 | 타 율 | 출 루 율 | 장 타 율 | O P S | 루 타 | 병 살 타 | 몸 맞 | 희 타 | 희 플 | 고 4 |
| --------------- | --------------- | --------------- | ----- | ----- | ----- | ----- | ----- | ------- | ------- | ----- | ----- | ----- | ----- | ----- | ----- | ----- | -------- | -------- | ----- | ----- | -------- | ----- | ----- | ----- | ---- |
| 1993            | ATL             | 21              | 8     | 4     | 3     | 2     | 2     | 1       | 0       | 0     | 0     | 0     | 0     | 1     | 1     | .667  | .750     | 1.000    | 1.750 | 3     | 0        | 0     | 0     | 0     | 0    |
| 1995            | ATL             | 23              | 140   | 602   | 524   | 87    | 139   | 22      | 3       | 23    | 86    | 8     | 4     | 73    | 99    | .265  | .353     | .450     | .803  | 236   | 10       | 0     | 1     | 4     | 1    |
| 1996            | ATL             | 24              | 157   | 693   | 598   | 114   | 185   | 32      | 5       | 30    | 110   | 14    | 1     | 87    | 88    | .309  | .393     | .530     | .923  | 317   | 14       | 0     | 1     | 7     | 0    |
| 1997            | ATL             | 25              | 157   | 679   | 597   | 100   | 176   | 41      | 3       | 21    | 111   | 20    | 5     | 76    | 88    | .295  | .371     | .479     | .850  | 286   | 19       | 0     | 0     | 6     | 8    |
| 1998            | ATL             | 26              | 160   | 707   | 601   | 123   | 188   | 29      | 5       | 34    | 107   | 16    | 6     | 96    | 93    | .313  | .404     | .547     | .951  | 329   | 17       | 1     | 1     | 8     | 1    |
| 1999            | ATL             | 27              | 157   | 701   | 567   | 116   | 181   | 41      | 1       | 45    | 110   | 25    | 3     | 126   | 94    | .319  | .441     | .633     | 1.074 | 359   | 20       | 2     | 0     | 6     | 18   |
| 2000            | ATL             | 28              | 156   | 686   | 579   | 118   | 180   | 38      | 1       | 36    | 111   | 14    | 7     | 95    | 64    | .311  | .404     | .566     | .970  | 328   | 14       | 2     | 0     | 10    | 10   |
| 2001            | ATL             | 29              | 159   | 677   | 572   | 113   | 189   | 33      | 5       | 38    | 102   | 9     | 10    | 98    | 82    | .330  | .427     | .605     | 1.032 | 346   | 13       | 2     | 0     | 5     | 20   |
| 2002            | ATL             | 30              | 158   | 662   | 548   | 90    | 179   | 35      | 1       | 26    | 100   | 8     | 2     | 107   | 89    | .327  | .435     | .536     | .972  | 294   | 18       | 2     | 0     | 5     | 23   |
| 2003            | ATL             | 31              | 153   | 656   | 555   | 103   | 169   | 33      | 2       | 27    | 106   | 2     | 2     | 94    | 83    | .305  | .402     | .517     | .920  | 287   | 10       | 1     | 0     | 6     | 13   |
| 2004            | ATL             | 32              | 137   | 567   | 472   | 69    | 117   | 20      | 1       | 30    | 96    | 2     | 0     | 84    | 96    | .248  | .362     | .485     | .847  | 229   | 14       | 4     | 0     | 7     | 8    |
| 2005            | ATL             | 33              | 109   | 432   | 358   | 66    | 106   | 30      | 0       | 21    | 72    | 5     | 1     | 72    | 56    | .296  | .412     | .556     | .968  | 199   | 9        | 0     | 0     | 2     | 5    |
| 2006            | ATL             | 34              | 110   | 477   | 411   | 87    | 133   | 28      | 3       | 26    | 86    | 6     | 1     | 61    | 73    | .324  | .409     | .596     | 1.005 | 245   | 12       | 1     | 0     | 4     | 4    |
| 2007            | ATL             | 35              | 134   | 600   | 513   | 108   | 173   | 42      | 4       | 29    | 102   | 5     | 1     | 82    | 75    | .337  | .425     | .604     | 1.029 | 310   | 21       | 0     | 0     | 5     | 10   |
| 2008            | ATL             | 36              | 128   | 534   | 439   | 82    | 160   | 24      | 1       | 22    | 75    | 4     | 0     | 90    | 61    | .364  | .470     | .574     | 1.044 | 252   | 13       | 1     | 0     | 4     | 16   |
| 2009            | ATL             | 37              | 143   | 596   | 488   | 80    | 129   | 23      | 2       | 18    | 71    | 4     | 1     | 101   | 89    | .264  | .388     | .430     | .818  | 210   | 14       | 1     | 0     | 6     | 18   |
| 2010            | ATL             | 38              | 95    | 381   | 317   | 47    | 84    | 21      | 0       | 10    | 46    | 5     | 0     | 61    | 47    | .265  | .381     | .426     | .806  | 135   | 10       | 0     | 0     | 3     | 6    |
| 2011            | ATL             | 39              | 126   | 512   | 455   | 56    | 125   | 33      | 1       | 18    | 70    | 2     | 2     | 51    | 80    | .275  | .344     | .470     | .814  | 214   | 10       | 0     | 0     | 6     | 10   |
| 2012            | ATL             | 40              | 112   | 448   | 387   | 58    | 111   | 23      | 0       | 14    | 62    | 1     | 0     | 57    | 51    | .287  | .377     | .455     | .832  | 176   | 15       | 1     | 0     | 3     | 6    |
| MLB 통산 : 19년 | MLB 통산 : 19년 | MLB 통산 : 19년 | 2499  | 10614 | 8984  | 1619  | 2726  | 549     | 38      | 468   | 1623  | 150   | 46    | 1512  | 1409  | .303  | .401     | .529     | .930  | 4755  | 253      | 18    | 3     | 97    | 177  |

- 시즌 기록 중 굵은 글씨는 해당 시즌 최고 기록